# Kalighat-Malerei

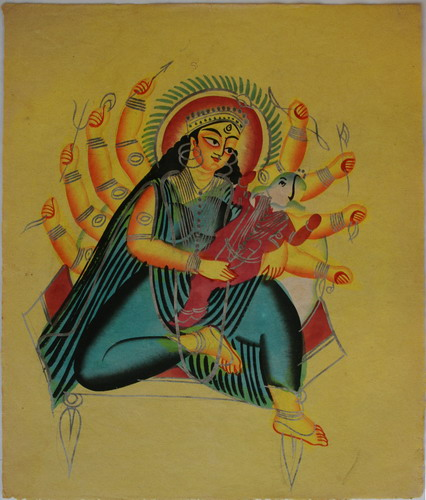
Ganesha im Schoß von Parvati, Kalighat-Malerei, 3. Viertel des 19. Jahrhunderts

Khaligat-Malerei ist eine Stilrichtung der indischen Malerei und damit Teil der indischen Kunst. Sie entstand Ende des 19. Jahrhunderts in Kolkata. Im Umfeld des Kalighat-Tempels produzierten häufig aus der Volksgruppe der Patua stammende Künstler massenhaft plakative, ausdrucksstarke Einzelblätter, um den wachsenden Bedarf der immer größeren Pilgerscharen, aber auch europäischer Touristen an preisgünstigen Souvenirs zu befriedigen. Als Vorläufer gelten die Bildrollen, die die Patuas seit jeher zur Veranschaulichung der von ihnen erzählten volkstümlichen Geschichten benutzten. In den 1920er Jahren wurde die Kalighat-Malerei schließlich durch noch billigere Farbdrucke verdrängt und fristet heute eher ein Nischendasein. Trotz der Massenproduktion ist von der ursprünglichen Kalighat-Malerei nicht mehr viel erhalten, da sich das billige Papier in feuchtheißen Klima Bengalens rasch zersetzte. Die weltweit größte Sammlung besitzt das Victoria & Albert Museum in London mit 640 Werken.

## Motive
Dargestellt wurden insbesondere Sujets aus der hinduistischen Religionswelt, etwa die Götter des Vishnuismus und Shivaismus, einschließlich Motiven aus den großen indischen Epen Ramayana und Mahabharata. Später kamen Szenen aus dem Alltagsleben des zeitgenössischen Kalkutta dazu. Gerne machte man sich etwa über die britischen Kolonialherren sowie die deren Lebensart nachahmenden neureichen Inder lustig. Auch aktuelle Ereignisse wurde in karikativer Absicht aufgegriffen.

## Stil
Die Figuren werden recht schematisch in leuchtenden Farben und dicken, allenfalls leicht schattierten Konturen dargestellt, vorwiegend in Frontal- oder Dreiviertelansicht. Auf Hintergrund und Perspektive wird meist verzichtet. Insofern bestehen gewisse Parallelen zum europäischen Expressionismus. Die Kalighat-Maler arbeiteten sehr rationell und konnten auf diese Weise bis zu 100 Bilder pro Tag und Künstler herstellen. Verwendungen fanden relativ preiswerte Materialien: Statt handgeschöpftem Papier nahm man industriell produzierte Papierblätter im Standardformat, statt handgeriebener Pigmente aus Großbritannien importierte Wasserfarben.